# Janvier 1752
Cette page présente les faits marquants du mois de janvier 1752.

## Événements
- 2 et 3 janvier : émeute de subsistance à Arles[1] ; les meneurs sont sévèrement châtiés : l’un est pendu, huit condamnés aux galères à vie et d’autres à dix et cinq ans[2].

- 27 janvier : la Sorbonne condamne la thèse de l’abbé de Prades (doute sur la divinité de Jésus Christ)[3].